# Davor Šuker
Davor Šuker (pronunciado [dâʋor ʃǔːker] (escucharⓘ), Osijek, Yugoslavia, 1 de enero de 1968) es un exfutbolista croata. Jugaba como delantero. Jugó en el Sevilla Fútbol Club, en el Real Madrid, Arsenal FC, West Ham United FC  y el TSV 1860 Múnich, club en el que se retiró como profesional. Desde 2012 es presidente de la Federación de Fútbol de Croacia.

## Trayectoria
Comenzó a jugar en el equipo local de su ciudad, el Osijek en 1984 y sus actuaciones hicieron que fichara por el Dinamo Zagreb en 1989. Tras algunos años en ese club y luego del inicio de la Guerra de Yugoslavia, Davor fichó por el club español Sevilla Fútbol Club, en el año 1991. Šuker se mantuvo en el club hasta 1996, año en que se le traspasó al Real Madrid. Ya en el Madrid Šuker ganó, entre otros, los títulos de Liga y Liga de Campeones de la UEFA (la tan ansiada séptima Copa de Europa por los aficionados al Madrid) y tras algunas campañas en el club blanco se marchó a jugar en la liga inglesa, primero en el Arsenal Football Club y después en el West Ham. Tras esto terminó su carrera de futbolista en Alemania, en el Múnich 1860.
Actualmente, Davor Šuker está retirado del fútbol y ha montado unas escuelas deportivas para enseñar a los niños este deporte. El 5 de julio de 2012 fue elegido presidente de la Federación de Fútbol de Croacia, sustituyendo a Vlatko Markovic.

## Selección nacional

### Yugoslavia
Categorías inferiores
A los 19 años, Šuker participó en la Copa Mundial de Fútbol Sub-20 de 1987 celebrada en Chile, donde representó al equipo de Yugoslavia, que se alzó de manera invicta como campeón del torneo. Šuker (Botín de plata) anotó 6 goles siendo pieza fundamental en el once yugoslavo que contaba con estrellas promisorias como Prosinečki (Balón de Oro), Boban (Balón de Plata) y Mijatović, venciendo en la ronda de penales 1-1 (5-4) en la final a la entonces Alemania Federal.
Absoluta
Posteriormente en 1989 participó en las eliminatorias para Italia 1990, alternando algunos partidos, y estuvo entre los 22 del equipo yugoslavo en la Copa del Mundo a los 22 años, pero no jugó ningún encuentro.

#### Participaciones en fases finales
| Competición            | Categoría | Sede   | Resultado        | Partidos | Goles |
| ---------------------- | --------- | ------ | ---------------- | -------- | ----- |
| Copa Mundial de 1987   | Sub-20    | Chile  | Campeón          | 6        | 6     |
| Copa Mundial FIFA 1990 | Absoluta  | Italia | Cuartos de final | 0        | 0     |
| Total                  | Total     | Total  | Total            | 6        | 6     |

### Croacia
Absoluta
Debuta para fines de 1990 para los colores de su nación Croacia, que ya se había separado de Yugoslavia, pero no es hasta la declaración de su Independencia en octubre de 1991 y luego con su afiliación a mediados de 1992 a la FIFA y a la UEFA, que Croacia puede participar en todos los campeonatos de manera oficial. Al igual que Yugoslavia, Croacia no pudo participar en la eliminatoria de USA 94 debido a la guerra de los Balcanes siendo suspendidos por FIFA. Clasificó a la Eurocopa 1996 donde fue uno de los animadores del torneo cayendo en cuartos de final ante la futura campeona Alemania y anotando 3 goles en el torneo.
Croacia juega su primera eliminatoria mundialista clasificatoria para Francia 1998 y clasificó en el repechaje superando a Ucrania, con un 2-0 en Zagreb y 1-1 en Kiev.
Ya en Francia 1998, Croacia quedó en el Grupo H junto con Argentina, Jamaica y Japón. Sus victorias frente a Jamaica 3-1 con un gol suyo y el 1-0 frente a los nipones con otro solitario gol de Šuker, hicieron que Croacia lograse la clasificación para octavos en segundo lugar, pese a la derrota frente a «la albiceleste» 1-0. Šuker y Croacia estaban por vivir los mejores momentos de su historia. Para ello en octavos, venció a la favorita selección rumana por 1-0 con un penal suyo; luego en un partido épico en cuartos se encargó de la selección alemana, vigente campeona de Europa, a la que vencería por un claro 3-0 anotando el tercer tanto, la celebración en Croacia fue apoteósica en las calles, los aficionados enfervorizados daban cánticos de: "Viva la selección", "Šukerman" y "Šuker presidente".
Llegaría así a semifinales, donde enfrentó a la anfitriona Francia, los croatas sorprendieron con otro gol del imparable Šuker, al iniciarse la segunda mitad para el 1-0 parcial. Sin embargo, el gol fue rápidamente contrarrestado por los franceses, que le dieron vuelta al marcador con un doblete de Lilian Thuram para el 2-1 final que eliminaba a los croatas. En el partido por el 3.er lugar se enfrentarían a la selección neerlandesa, a la que vencerían por 2-1 con un gol de Šuker para firmar su mejor actuación en un Mundial, un tercer puesto que los situaba en el mapa futbolístico internacional con apenas un par de participaciones en grandes eventos, y sin llegar a la década de vida.
Además de la gran actuación colectiva croata, Šuker de 30 años cerraba un año fantástico plagado de éxitos, cumplía muchos de sus sueños, se alzaría con el trofeo de la Bota de Oro como el máximo goleador del torneo con 6 tantos, y con el trofeo del Balón de Plata como el segundo mejor futbolista del evento. Anotó goles en todos los partidos que jugó, salvo en el encuentro con Argentina que perdieron 1-0.
La gran generación de futbolistas formada por Zvonimir Boban, Robert Prosinečki, Robert Jarni, Mario Stanić, Goran Vlaović, y liderados por Davor Šuker, cerrarían la más gloriosa etapa hasta el momento de la joven selección croata, dejando unas bases sólidas sobre las que se asentaría el futuro de la selección hasta la actualidad.
Finalizó su carrera con 46 goles en la selección, 45 de ellos para Croacia; es el mayor goleador de la historia de su selección. En marzo de 2004 fue elegido por Pelé entre los 125 mejores futbolistas de la historia.

#### Participaciones en fases finales
| Competición            | Categoría | Sede                  | Resultado        | Partidos | Goles |
| ---------------------- | --------- | --------------------- | ---------------- | -------- | ----- |
| Eurocopa 1996          | Absoluta  | Inglaterra            | Cuartos de final | 4        | 3     |
| Copa Mundial FIFA 1998 | Absoluta  | Francia               | Tercer lugar     | 7        | 6     |
| Copa Mundial FIFA 2002 | Absoluta  | Corea del Sur y Japón | Primera fase     | 1        | 0     |
| Total                  | Total     | Total                 | Total            | 12       | 9     |

## Estadísticas

### Clubes
Datos actualizados a fin de carrera deportiva.
| Club | Div.          | Temporada (1) | Liga  | Liga  | Copas (2) | Copas (2) | Internacional (3) | Internacional (3) | Total (4) | Total (4) | Media goleadora |
| Club | Div.          | Temporada (1) | Part. | Goles | Part.     | Goles     | Part.             | Goles             | Part.     | Goles     | Media goleadora |
| --- | ------------- | ------------- | ----- | ----- | --------- | --------- | ----------------- | ----------------- | --------- | --------- | --------------- |
| N. K. Osijek Yugoslavia | 1.ª           | 1985-86       | 10    | 3     | -         | -         | -                 | -                 | 10        | 3         | 0.30            |
| N. K. Osijek Yugoslavia | 1.ª           | 1986-87       | 26    | 9     | -         | -         | -                 | -                 | 26        | 9         | 0.35            |
| N. K. Osijek Yugoslavia | 1.ª           | 1987-88       | 29    | 10    | -         | -         | -                 | -                 | 29        | 10        | 0.34            |
| N. K. Osijek Yugoslavia | 1.ª           | 1988-89       | 26    | 18    | -         | -         | -                 | -                 | 26        | 18        | 0.69            |
| N. K. Osijek Yugoslavia | Total club    | Total club    | 91    | 40    | 0         | 0         | 0                 | 0                 | 91        | 40        | 0.44            |
| G. N. K. Dinamo Zagreb Yugoslavia | 1.ª           | 1989-90       | 28    | 12    | 3         | 4         | 2                 | 1                 | 33        | 17        | 0.52            |
| G. N. K. Dinamo Zagreb Yugoslavia | 1.ª           | 1990-91       | 32    | 22    | -         | -         | 2                 | -                 | 34        | 22        | 0.65            |
| G. N. K. Dinamo Zagreb Yugoslavia | 1.ª           | 1991-92       | -     | -     | -         | -         | 1                 | -                 | 1         | 0         | 0               |
| G. N. K. Dinamo Zagreb Yugoslavia | Total club    | Total club    | 60    | 34    | 3         | 4         | 5                 | 1                 | 68        | 39        | 0.57            |
| Sevilla F. C. · España | 1.ª           | 1991-92       | 22    | 6     | 4         | 3         | -                 | -                 | 26        | 9         | 0.35            |
| Sevilla F. C. · España | 1.ª           | 1992-93       | 33    | 13    | 2         | -         | -                 | -                 | 35        | 13        | 0.37            |
| Sevilla F. C. · España | 1.ª           | 1993-94       | 34    | 24    | 7         | 3         | -                 | -                 | 41        | 27        | 0.66            |
| Sevilla F. C. · España | 1.ª           | 1994-95       | 32    | 17    | 2         | 3         | -                 | -                 | 34        | 20        | 0.59            |
| Sevilla F. C. · España | 1.ª           | 1995-96       | 32    | 16    | 3         | 1         | 6                 | 4                 | 41        | 21        | 0.51            |
| Sevilla F. C. · España | Total club    | Total club    | 153   | 76    | 18        | 10        | 6                 | 4                 | 177       | 90        | 0.51            |
| Real Madrid C. F. · España | 1.ª           | 1996-97       | 38    | 24    | 5         | 5         | -                 | -                 | 43        | 29        | 0.67            |
| Real Madrid C. F. · España | 1.ª           | 1997-98       | 29    | 10    | 3         | 1         | 7                 | 4                 | 39        | 15        | 0.38            |
| Real Madrid C. F. · España | 1.ª           | 1998-99       | 19    | 4     | 2         | -         | 6                 | 1                 | 27        | 5         | 0.19            |
| Real Madrid C. F. · España | Total club    | Total club    | 86    | 38    | 10        | 6         | 13                | 5                 | 109       | 49        | 0.45            |
| Arsenal F. C. Inglaterra | 1.ª           | 1999-00       | 22    | 8     | 4         | 1         | 13                | 2                 | 39        | 11        | 0.28            |
| Arsenal F. C. Inglaterra | Total club    | Total club    | 22    | 8     | 4         | 1         | 13                | 2                 | 39        | 11        | 0.28            |
| West Ham United F. C. Inglaterra | 1.ª           | 2000-01       | 11    | 2     | 2         | 1         | -                 | -                 | 13        | 3         | 0.23            |
| West Ham United F. C. Inglaterra | Total club    | Total club    | 11    | 2     | 2         | 1         | 0                 | 0                 | 13        | 3         | 0.23            |
| T. S. V. München · Alemania | 1.ª           | 2001-02       | 14    | 4     | 3         | 2         | -                 | -                 | 17        | 6         | 0.35            |
| T. S. V. München · Alemania | 1.ª           | 2002-03       | 11    | 1     | 2         | 1         | -                 | -                 | 13        | 2         | 0.15            |
| T. S. V. München · Alemania | Total club    | Total club    | 25    | 5     | 5         | 3         | 0                 | 0                 | 30        | 8         | 0.27            |
| Total carrera | Total carrera | Total carrera | 448   | 203   | 42        | 21        | 37                | 16                | 527       | 240       | 0.46            |
| (1) Resaltados los goles que le proclamaron máximo goleador del campeonato y/o las temporadas como Balón de Plata. (2) Incluye datos de la Copa del Rey (1991-99), Supercopa (1997-98) / FA Cup, EFL Cup (1999-01) / DFB-Pokal (2002-03). (3) Incluye datos de la Copa Intertoto (1995-99); Copa UEFA (1989-00); Liga de Campeones (1997-00); Copa Intercontinental (1998-99); . (4) No incluye goles en partidos amistosos. |               |               |       |       |           |           |                   |                   |           |           |                 |

## Palmarés

### Campeonatos nacionales
| Título                     | Club        | País   | Año  |
| -------------------------- | ----------- | ------ | ---- |
| Primera División de España | Real Madrid | España | 1997 |
| Supercopa de España        | Real Madrid | España | 1997 |

### Copas internacionales
| Título                         | Club                    | Sede         | Año  |
| ------------------------------ | ----------------------- | ------------ | ---- |
| Copa Mundial de Fútbol Juvenil | Selección de Yugoslavia | Chile        | 1987 |
| UEFA Champions League          | Real Madrid             | Países Bajos | 1998 |
| Copa Intercontinental          | Real Madrid             | Japón        | 1998 |

### Distinciones individuales
| Distinción                                 | Año  |
| ------------------------------------------ | ---- |
| Bota de Oro de la Copa del Mundo (6 goles) | 1998 |